# Мельський Хриб
Мельський Хриб (словен. Meljski Hrib) — поселення в общині Марибор, Подравський регіон‎, Словенія.